# Consejo Nacional de Áreas Protegidas (Guatemala)

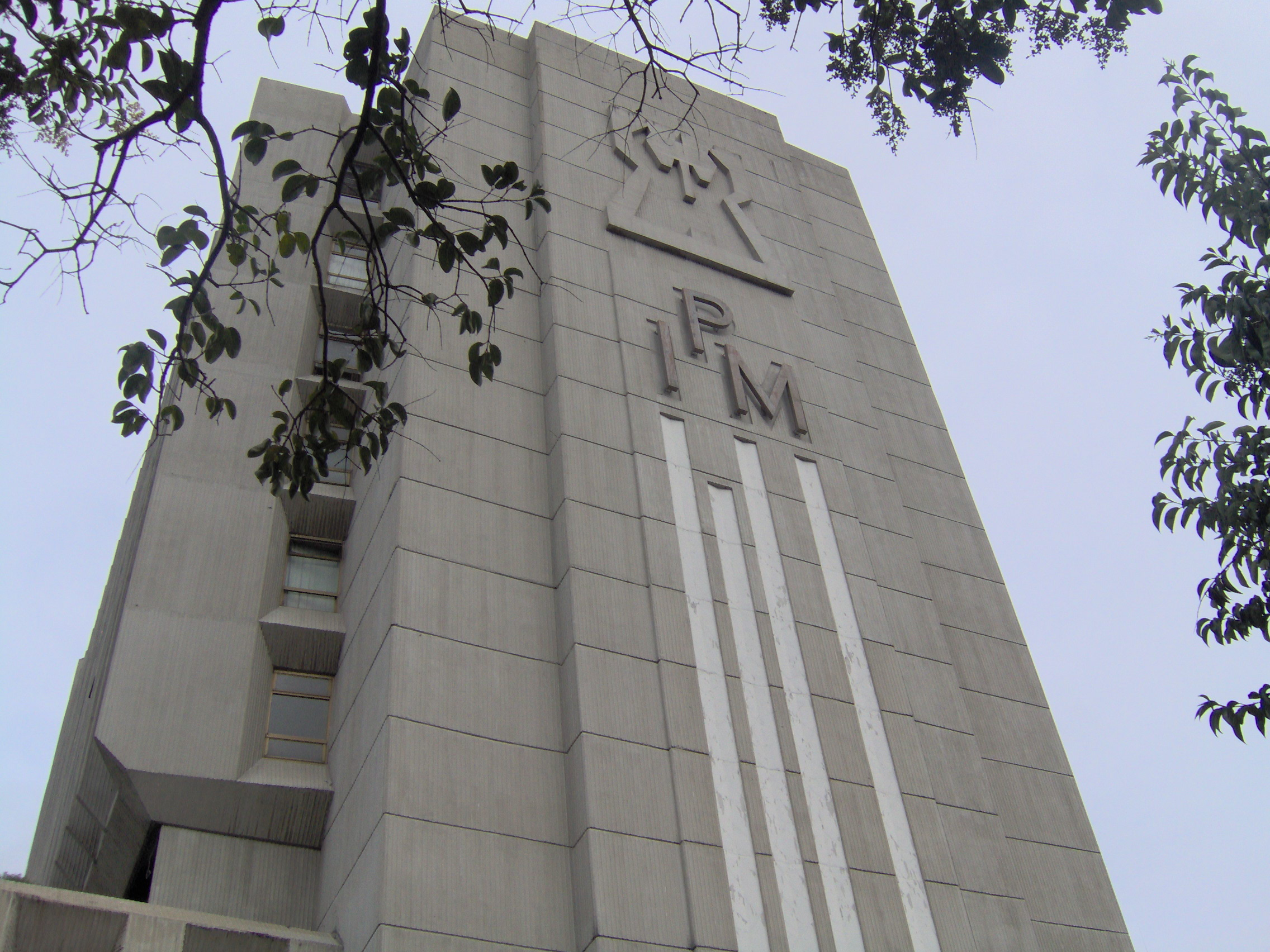
Edificio IPM en Guatemala, sede de CONAP.

El  Consejo Nacional de Áreas Protegidas  es una entidad gubernamental con personalidad jurídica que depende directamente de la Presidencia de la República, es conocido como el órgano máximo de dirección y coordinación del Sistema Guatemalteco de Áreas Protegidas (SIGAP) creado por la misma ley (Ley de Áreas Protegidas, Dto. n.º 4-89 del 
Congreso de la República de Guatemala), con jurisdicción en todo el territorio nacional, sus costas marítimas y su espacio aéreo. Tiene autonomía funcional y su presupuesto está integrado por una asignación anual del Estado y el producto de las donaciones específicas particulares, países amigos, organismos y entidades internacionales.

## Integración
Para cumplir sus fines y objetivos el Consejo Nacional de Áreas Protegidas está integrado por los representantes de las entidades siguientes:
a) Ministerio de Ambiente y Recursos Naturales (anteriormente Comisión Nacional del Medio Ambiente (CONAMA)).
b) Centro de Estudios Conservacionistas (CECON/USAC).
c) Instituto Nacional de Antropología e Historia (IDAEH).
d) Un delegado de las organizaciones no gubernamentales relacionadas con los recursos naturales y el medio ambiente
registradas en el CONAP.
e) La Asociación Nacional de Municipalidades (ANAM).
f) Instituto Guatemalteco de Turismo (INGUAT).
g) Ministerio de Agricultura, Ganadería y Alimentación (MAGA).
Las entidades integrantes del Consejo Nacional de Áreas Protegidas están representadas, con un titular y un suplente, por sus respectivas autoridades o expertos, designados por la autoridad máxima de cada institución, por un periodo mínimo de dos años prorrogables por otro periodo, a juicio de cada entidad.

## Sede, delegación y duración
El Consejo de Áreas Protegidas tiene su sede principal en la Ciudad de Guatemala y ha establecido oficinas regionales en el interior del país, para coordinar directa y en forma descentralizada, el Sistema Guatemalteco de Áreas Protegidas por medio de regiones.

## Fines
Los fines principales del Consejo Nacional de Áreas Protegidas son los siguientes:
a) Propiciar y fomentar la conservación y el mejoramiento del patrimonio natural de Guatemala.
b) Organizar, dirigir y desarrollar el Sistema Guatemalteco de Áreas Protegidas, SIGAP.
c) Planificar, conducir y difundir la Estrategia Nacional de Conservación de la Diversidad Biológica y los Recursos Naturales Renovables de Guatemala.
d) Coordinar la administración de los recursos de flora y fauna silvestre y de la diversidad biológica de la Nación, por medio de sus respectivos órganos ejecutores.
e) Planificar y coordinar la aplicación de las disposiciones en materia de conservación de la diversidad biológica contenidos en los instrumentos internacionales ratificados por Guatemala.
f) Constituir un fondo nacional para la conservación de la naturaleza, nutrido con recursos financieros provenientes de cooperación interna y externa.

## Atribuciones
Las atribuciones del Consejo Nacional de Áreas Protegidas son:
a) Formular las políticas y estrategias de conservación, protección y mejoramiento del patrimonio natural de la Nación por medio del Sistema Guatemalteco de Áreas Protegidas (SIGAP).
b) Aprobar los reglamentos y las normas de funcionamiento del Sistema Guatemalteco de Áreas Protegidas (SIGAP).
c) Aprobar los dictámenes de convenios y contratos con entidades internacionales.
d) Aprobar su plan estratégico institucional, sus planes y programas anuales de trabajo y su presupuesto anual.
e) Aprobar la memoria anual de labores y la liquidación de su presupuesto anual.
f) Aprobar la suscripción de concesiones de aprovechamiento y manejo de las áreas protegidas del SIGAP y velar porque se cumplan las normas contenidas en los reglamentos establecidos para tal efecto.
g) Mantener estrecha coordinación e intercomunicación entre las entidades integrantes del SIGAP, en especial, con la Ministerio de Ambiente y Recursos Naturales (anteriormente Comisión Nacional del Medio Ambiente).
h) Servir de órgano asesor de la Presidencia de la República y de todas las entidades estatales en materia de conservación, protección y uso de los recursos naturales del país, en especial, dentro de las áreas protegidas. Aquellas funciones que sean necesarias para el buen desarrollo y funcionamiento del Sistema Guatemalteco de Áreas Protegidas (SIGAP).

## Reuniones y decisiones
El Consejo Nacional de Áreas Protegidas se reúne ordinariamente cada quince días y en forma extraordinaria cuando lo considere conveniente o su Presidente lo estime necesario. La toma de decisiones se hace por mayoría de votos de sus miembros asistentes, cuyo quorum lo componen cuatro de sus integrantes. En caso de empate en las votaciones, quien presida la sesión tiene derecho a doble voto.

## Organización
El Consejo Nacional de Áreas Protegidas se organiza de la siguiente manera:
- Consejo Nacional de Áreas Protegidas.
  - Presidencia.
    - Secretaría Ejecutiva.
      - Subsecretaría Ejecutiva.

### Presidencia
La presidencia del Consejo Nacional de Áreas Protegidas es ejercida por el ministro de Ambiente y Recursos Naturales (anteriormente era desempeñada por el Coordinador Nacional del Medio Ambiente pero fue sustituido por el actual cargo cuando se creó el Ministerio de Ambiente y Recursos Naturales en sustitución del Comisión Nacional de Medio Ambiente), quien en caso de emergencia, delegará sus funciones en uno de los miembros del Consejo que él estime conveniente.

### Secretaría Ejecutiva
Para la ejecución de sus decisiones de política y la realización de sus programas de acción, el Consejo Nacional de Áreas Protegidas cuenta con una Secretaría Ejecutiva, cuyo titular es designado por el Presidente de la República. La Secretaría Ejecutiva está integrada por las dependencias necesarias para el buen manejo de los asuntos técnicos y administrativos del Consejo.
La Secretaría del Consejo Nacional de Áreas Protegidas es desempeñada por el mismo Secretario Ejecutivo , quien participa en las sesiones de dicho Consejo con voz, pero sin voto. Asimismo el Secretario Ejecutivo tiene la representación legal del Consejo Nacional de Áreas Protegidas (CONAP). También el Secretario Ejecutivo representa la autoridad administrativa del convenio CITES y está facultado para designar las autoridades científicas que considere pertinente y los mecanismos que mejoren el funcionamiento del convenio.
La Secretaría Ejecutiva como autoridad administrativa y ejecutiva tiene las siguientes atribuciones:
a) Dirigir las actividades técnicas y administrativas del Sistema Guatemalteco de Áreas Protegidas y del Consejo Nacional de Áreas Protegidas.
b) Convocar a sesiones ordinarias y extraordinarias y proponer la agenda a tratar de común acuerdo con el presidente del Consejo.
c) Participar en las sesiones del Consejo en calidad de Secretario con voz y sin voto.
d) Hacer aplicar las políticas, estrategias y directrices aprobadas por el Consejo y ejecutar las resoluciones y disposiciones que éste emita.
e) Presentar al Consejo los informes que le sean requeridos así como aquellos que sean necesarios por razón del cargo.
f) Evaluar de oficio las diferentes dependencias y el personal del CONAP, y las diferentes áreas del SIGAP.
g) Desarrollar un sistema de informática del Sistema Guatemalteco de Áreas Protegidas, dentro del CONAP, sobre biodiversidad y áreas protegidas de Guatemala.
h) Aprobar los gastos administrativos del CONAP, siguiéndose los procedimientos y normas establecidos en la Ley de Contrataciones del Estado u otra regulación vigente en la materia.
i) Proponer los reglamentos que se requieren para el buen funcionamiento del CONAP y las dependencias de la Secretaría Ejecutiva y del SIGAP.

### Subsecretaría Ejecutiva
Existe también una Subsecretaría Ejecutiva que auxilia a la Secretaría Ejecutiva, dicha ofician está a cargo del Subsecretario Ejecutivo quien es nombrado por el Secretario Ejecutivo, y tiene las mismas calidades de éste, con funciones específicas determinadas en el Reglamento de la Ley de Áreas Protegidas. En caso de incapacidad, impedimento o ausencia temporal del Secretario, el Subsecretario lo sustituye.